# Lemmino
David Wångstedt, född 25 april 1993 i Göteborg, är en svensk youtubare och musiker, känd som Lemmino (som logotyp LEMMiNO). Lemmino är även namnet på Wångstedts Youtubekanal, där han producerar kortdokumentärfilmer och listvideor. Wångstedt skapade kanalen den 15 februari 2012. År 2020 var Lemmino, med 3,5 miljoner prenumeranter, den tionde största svenskägda internationella Youtubekanalen, enligt journalisten Emanuel Karlsten.